# Madraça Ulugue Begue (Bucara)

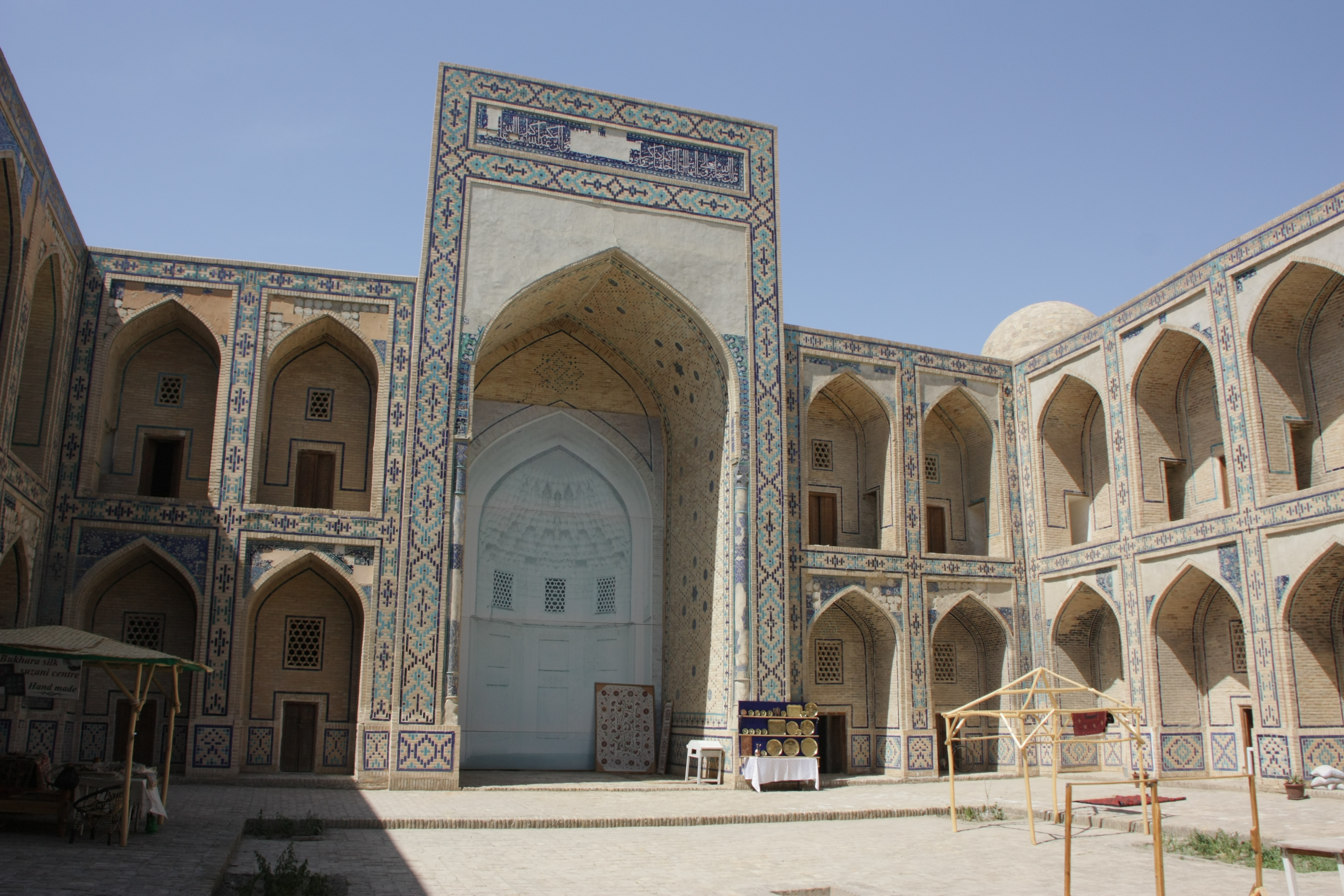
Pátio interior

A Madraça Ulugue Begue (em usbeque: Ulugʻbek madrasasi) é uma madraça (escola islâmica) no centro histórico de Bucara, um sítio classificado como Património Mundial pela UNESCO no Usbequistão. É um dos poucos edifícios do período timúrida em Bucara e nas suas vizinhanças, juntamente com Chashma Ayub. Foi fundada por Ulugue Begue, um neto de Tamerlão que foi governador da Transoxiana antes de ascender ao trono timúrida em 1447.
Tendo começado a ser construída em 1417 ou 1420, tem sensivelmente a mesma idade que a sua homónima em Samarcanda, embora segundo algumas fontes seja ligeiramente mais antiga. É alguns anos mais mais velha do que uma terceira madraça com o mesmo nome, situada em Gʻijduvon), umas dezenas de quilómetros a norte de Bucara,

## História e contexto
Quando foi construída, Bucara era uma cidade pouco importante, que ainda não tinha recuperado da destruição praticamente total levada a cabo por Gêngis Cã em 1220. Durante o reinado de Tamerlão (r. 1370–1405) houve alguns indícios ou tentativas de recuperação sem sucesso assinalável, nomeadamente com a construção duma grande mesquita nos moldes da Mesquita de Bibi Canum de Samarcanda. A construção da madraça representou o primeiro sinal do renascimento cultural que viria a ocorrer no século XVI, quando a cidade se tornou a capital do Canato de Bucara dos xaibânidas. Isso porque a existência duma madraça importante atrairia eruditos e cientistas de todo o mundo muçulmano, empenhados em promover a devoção islâmica e o conhecimento.
Como a sua homónima de Samarcanda, a madraça apresenta sinais da paixão de Ulugue Begue pela astronomia, nos estrelas presentes na decoração das superfícies exteriores, pela matemática, nos padrões geométricos girikh, e pelo conhecimento em geral e pelo islão, por duas inscrições — uma na fachada, onde se lê «é dever sagrado de todo o muçulmano, homem ou mulher, procurar o conhecimento»; noutra, numa porta, lê-se «acima do círculo de pessoas bem instruídas no conhecimento dos livros, a sabedoria abre as portas das bênçãos de Alá a todo o instante».
O nome do arquiteto da madraça é conhecido através duma inscrição em forma de estrela que está na parte superior do portal principal onde se lê «Ismael, filho de Thair, filho do mestre Mamude de Isfahã». O seu nome sugere que pode ter sido neto dum dos mestres de obras e artesãos capturados pelas tropas de Tamerlão no Irão que foram forçados a ficar na Ásia Central. As outras duas madraças com o nome de Ulugue Begue têm o mesmo estilo arquitetónico, o que sugere que o arquiteto foi o mesmo.

## Arquitetura
O edifício apresenta as mesmas caraterísticas de quase todas as madraças centro-asiáticas. O elementos básicos são a planta retangular, uma pátio interior amplo ao ar livre, rodeado de galerias que dão acesso às hujras (quartos dos estudantes) de dois pisos e pelo menos uma entrada monumental, feita por um ivã com Pistaques. A Madraça Ulugue Begue de Bucara segue esses padrões, mas inclui algumas caraterísticas pioneiras. Uma delas é a entrada principal dar para uma pequena antecâmara que se divide em três direções, dando acesso ao pátio, à mesquita e a uma sala de aulas. Outra particularidade é um ambulatório coberto percorre o interior do piso superior, que proporciona uma passagem contínua para os ocupantes. Finalmente, o ivã traseiro apresenta uma protuberância significativa, que se estende para norte, formando uma extensa área de sombra que provavelmente era usada para aulas ao ar livre. Nas esquinas noroeste e nordeste há salas de aula interiores, chamadas darskhanas.
Originalmente em cada um dos ângulos exteriores havia uma guldasta (uma espécie de minarete), como é usual nas madraças da Ásia Central. As guldastas desapareceram e não foram reconstruídas em nenhuma das intervenções de restauro feitas ao longo dos séculos.
A fachada exterior sul é decorada com ladrilhos vidrados coloridos, que inclui uma faixa "cordada" em volta da moldura interna do pishtaq. O eixo do edifício está praticamente alinhado na direção norte-sul, com uma inclinação de cerca de 10 graus para sudoeste para que a parede da quibla da mesquita fique orientada em direção a Meca. Cerca de 130 anos depois da construção da Madraça Ulugue Begue, Abdal Aziz Khan construiu outra madraça a sul, no mesmo eixo, criando um conjunto de edifícios em par, seguindo o princípio de planeamento urbano conhecido como kosh, que está presente noutros locais de Bucara, como por exemplo no par formado pela Mesquita Kalyan e pela Madraça Miriárabe.